# Hyperolius hutsebauti
Espèce
Synonymes
- Hyperolius tuberculatus hutsebauti Laurent, 1956

Statut de conservation UICN

 LC  : Préoccupation mineure
Hyperolius hutsebauti est une espèce d'amphibiens de la famille des Hyperoliidae.

## Répartition
Cette espèce est endémique de  la République démocratique du Congo. Elle se rencontre au nord du fleuve Congo,.

## Étymologie
Cette espèce est nommée en l'honneur du père Franz Joseph Hutsebaut (1886-1954).

## Publication originale
- Laurent, 1956 : Notes herpétologiques africaines. Revue de Zoologie et de Botanique Africaines, Tervuren, vol. 53, p. 229-256.